# Zamek w Lachowiczach
Zamek w Lachowiczach – jedna z najmocniejszych twierdz Wielkiego Księstwa Litewskiego i całej Rzeczypospolitej w XVII wieku. Zamek znajdował się przy drodze z Mińska i Słucka do Brześcia i Warszawy.

## Wydarzenia
- 1572; Lachowicze nabył Jan Karol Chodkiewicz.
- W końcu XVI wieku dotąd istniejący niewielki zamek drewniany został zastąpiony nowoczesnymi fortyfikacjami bastionowymi.
- 1595–1596; zamek bezskutecznie próbowali zdobyć rebelianci S. Nalewajki і M. Szawuły.
- 1607; zgromadzenie materiałów budowlanych i rozpoczęcie budowy nowych fortyfikacji przez Jana Karola Chodkiewicza[1]
- 1611; zakończenie budowy pierwszego bastionu ("baszty")[1]
- 1615; ukończenie budowy bramy przez mularza Hanusa i rozpoczęcie budowy podmurówki pod nowy pałac wewnątrz fortyfikacji[1]
- 1619; ukończenie budowy pałacu wewnątrz fortyfikacji i przypuszczalnie wtedy też wybudowano cekhauz (arsenał)[1]
- 1620; pobyt na zamku Jana Karola Chodkiewicza, który udaje się z niego przeciwko Turkom pod Chocim[1]
- 1621; po śmierci Jana Karola Chodkiewicza Lachowicze drogą wiana trafiają do Sapiehów
- 1627; Jan Stanisław Sapieha polecił wybudować na zamku nową kamienicę i przygotować dachówki dla budynków zamkowych[1]
- 10 kwietnia 1635 zmarł na zamku marszałek wielki litewski Jan Stanisław Sapieha.
- 1648; 1654 trzykrotne oblężenie kozackie.
- 1660; Oblężenie Lachowicz przez wojska moskiewskie – Lachowicze po nim są określane jako "Litewska Częstochowa"
- 1706; wojska szwedzkie zdobywają zamek z rąk moskiewskich, a następnie w maju go niszczą[2].

## Architektura
Zbudowany na wysokim, lewym brzegu Wiedyny (Wiedźmy) zamek o narysie bastionowym, na planie prostokątnym (175×220 m), był okrążony mokrą fosą. W zamku lachowickim zrealizowano najlepsze osiągnięcia nowego włoskiego systemu fortyfikacji: cztery potężne bastiony na rogach były połączone wałami kurtynowymi. Trzy bastiony miały kawaliery – podwyższenia, pozwalające na bardziej efektywny ostrzał przedpola. Od zewnątrz bastiony, kurtyny і kawaliery miały obramowanie murowane i obramowane były blankami. Wjazd do zamku prowadził przez czterokondygnacyjną wieżę bramną w kurtynie południowej. Dziedziniec wewnętrzny zamku był szczelnie zabudowany: naprzeciwko wejścia stał dwukondygnacyjny pałac Sapiehów na planie litery „U”, wzdłuż kurtyn szczelnie stały drewniane budynki czeladzi oraz koszary. Z lewej strony od bramy mieścił się murowany arsenał.

Galeria
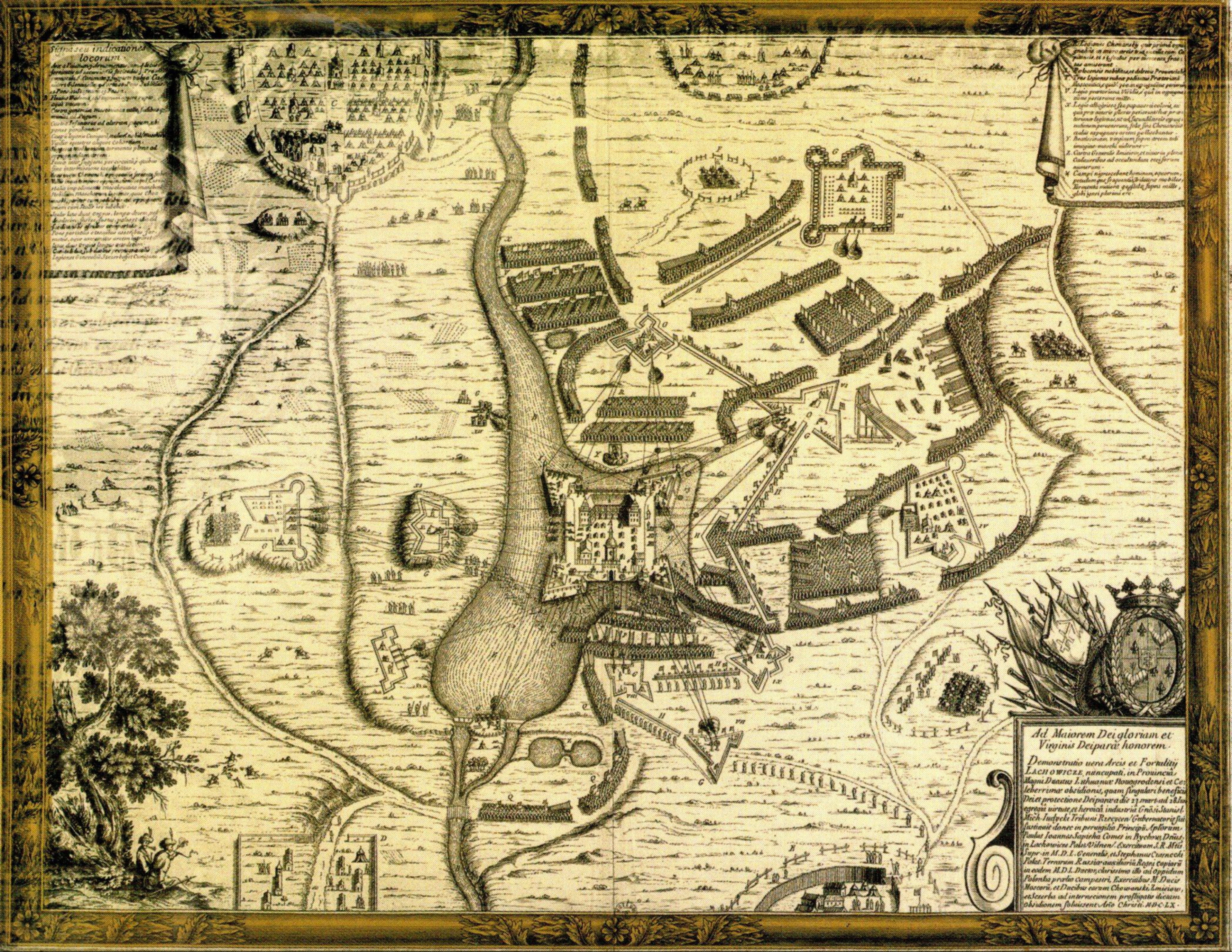
Zamek na mapie przedstawiającej oblężenie Lachowicz w 1660 r.
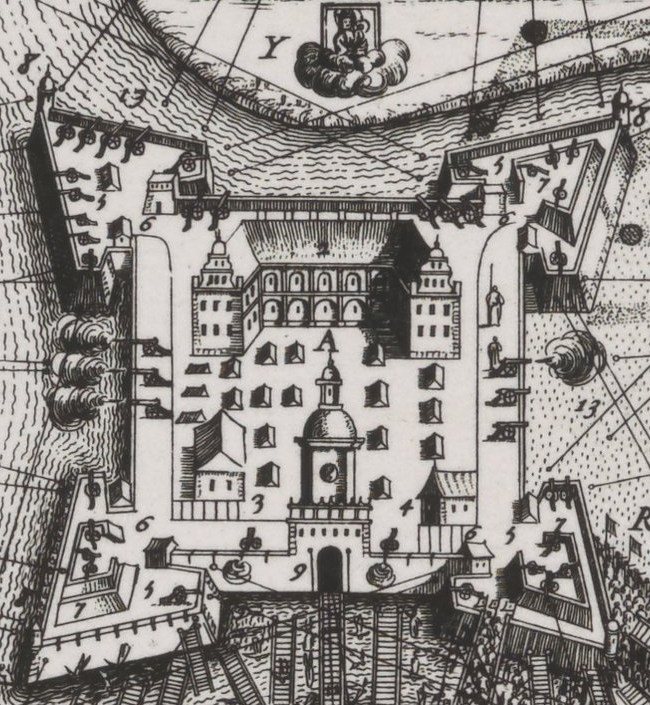
Fragment mapy oblężenia w 1660 r.
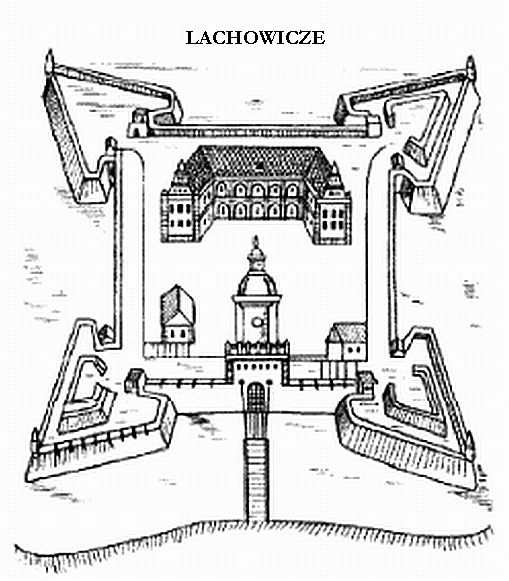
Zamek w XVII wieku
Zamek w herbie Lachowicz

## Literatura
- Ткачоў М.А., Цярохін С.Ф. Ляхавіцкая фартэцыя//Помнікі гісторыі і культуры Беларусі. 1973. №1
- Вялікае княства Літоўскае: Энцыклапедыя. У 2 т. Т.2. Мінск, 2006. ISBN 985-11-0378-0.
- Чарняўчкі, Міхал. Аб рэшьках Ляхавіцкай фартэцыі. У: Castrum, urbis et bellum: Зборнік навуковых прац. Прысвячаецца памяці прафесара Міхася Ткачова, Баранавічы 2002, 421 с.